# Campeonato Carioca de Basquete Masculino de 2021
O Campeonato Carioca de Basquete de 2021 é a competição de basquete organizada pela Federação de Basquetebol do Estado do Rio de Janeiro (FBERJ).
Esta edição conta com seis participantes. As mesmas cinco equipes que disputaram edição anterior e mais a Sodiê Salgados/Mesquita/LSB, que volta a disputar o estadual adulto masculino pela primeira vez após terminar em terceiro lugar na edição de 2014.
Pela primeira vez, o campeonato terá a entrega da Taça Guanabara para o campeão da primeira fase. Esta fase será disputada por todas as equipes que não fazem parte do NBB.
O ano de 2021 marca também o retorno da versão feminina do torneio, que não era realizada desde 2007.

## Participantes
| Equipe                      | Cidade         | Em 2020        | Títulos        |
| --------------------------- | -------------- | -------------- | -------------- |
| CD Atitude                  | Rio de Janeiro | 5º             | 0 (não possui) |
| Flamengo                    | Rio de Janeiro | 1º             | 46             |
| Municipal                   | Rio de Janeiro | 4º             | 0 (não possui) |
| Niterói Basquete            | Niterói        | 3º             | 0 (não possui) |
| Sodiê Salgados/Mesquita/LSB | Mesquita       | (não disputou) | 0 (não possui) |
| Tijuca                      | Rio de Janeiro | 2º             | 0 (não possui) |

## Taça Guanabara

### Primeira fase
| Pos | Times     | Pts | J | V | D | PF  | PS  | SP   |
| --- | --------- | --- | - | - | - | --- | --- | ---- |
| 1   | LSB-RJ    | 8   | 4 | 4 | 0 | 321 | 222 | +99  |
| 2   | Niterói   | 7   | 4 | 3 | 1 | 321 | 241 | +80  |
| 3   | Municipal | 6   | 4 | 2 | 2 | 271 | 252 | +19  |
| 4   | Tijuca    | 5   | 4 | 1 | 3 | 242 | 310 | -68  |
| 5   | Atitude   | 4   | 4 | 0 | 4 | 197 | 327 | -130 |

### Playoffs
|  | Semifinais | Semifinais |    |        | Final          | Final |  |
|  |            |            |    |        |                |       |  |
|  |            |            |    |        |                |       |  |
|  | LSB-RJ     | 78         |    |        |                |       |  |
|  | Tijuca     | 56         |    |        |                |       |  |
|  |            |            |    |        |                |       |  |
|  |            |            |    |        |                |       |  |
|  |            |            |    |        | LSB-RJ         | 79    |  |
|  |            | Niterói    | 57 |        |                |       |  |
|  |            |            |    |        |                |       |  |
|  |            |            |    |        |                |       |  |
|  |            |            |    |        | Terceiro lugar |       |  |
|  |            |            |    |        |                |       |  |
|  | Niterói    | 78         |    | Tijuca | 49             |       |  |
|  | Municipal  | 77         |    |        | Municipal      | 56    |  |

### Premiação
| Taça Guanabara de Basquete 2021                 |
| ----------------------------------------------- |
| Sodiê Salgados/Mesquita/LSB Campeã (1.º título) |

## Fase final
Na fase final do torneio, a única equipe do estado que disputa o NBB, o Flamengo, se juntou aos três primeiros colocados da Taça Guanabara para a disputa de semifinais e final em jogo único.
Todas as partidas da fase final foram disputadas no Ginásio da Gávea.  
|  | Semifinais             | Semifinais |    |           | Final          | Final |  |
|  |                        |            |    |           |                |       |  |
|  |                        |            |    |           |                |       |  |
|  | Flamengo               | 115        |    |           |                |       |  |
|  | Municipal              | 48         |    |           |                |       |  |
|  |                        |            |    |           |                |       |  |
|  |                        |            |    |           |                |       |  |
|  |                        |            |    |           | Flamengo       | 91    |  |
|  |                        | LSB-RJ     | 61 |           |                |       |  |
|  |                        |            |    |           |                |       |  |
|  |                        |            |    |           |                |       |  |
|  |                        |            |    |           | Terceiro lugar |       |  |
|  |                        |            |    |           |                |       |  |
|  | LSB-RJ                 | 89         |    | Municipal | 75             |       |  |
|  | Niterói Basquete Clube | 64         |    |           | Niterói        | 67    |  |

## Premiação
| Campeão Carioca de Basquete 2021 |
| -------------------------------- |
| Flamengo Campeão (47.º título)   |